# Siegfried Weyr
Siegfried Weyr (geboren 24. April 1890 in Groß-Mosty, Galizien, Österreich-Ungarn; gestorben 21. März 1963 in Wien) war ein österreichischer Maler, Grafiker und Journalist.

## Leben
Siegfried Weyr, der Sohn eines bürgerlichen Offiziers der Armee der Donaumonarchie wurde im Garnisonsort des Vaters geboren. Er war der Neffe des Bildhauers Rudolf Weyr (1847–1914). Sein Vater Eduard starb, als Siegfried noch nicht ein Jahr war, 1896 zog die Witwe nach Wien, Siegfried wuchs in engem Kontakt mit dem Onkel auf, legte die Matura ab, machte aber auch künstlerische Zusatzausbildungen. So besuchte er eineinhalb Jahre lang die Graphische Lehr- und Versuchsanstalt in Wien sowie vor und nach dem Ersten Weltkrieg die Akademie der bildenden Künste.
Ab 1914 war Weyr als Redakteur der Wiener Mittagszeitung tätig. Im Ersten Weltkrieg war Weyr nach einer Verwundung als Ausbildungsoffizier in Krakau stationiert, wo er auch kunstgeschichtliche Studien betrieb. Nach Kriegsende trat Weyr als Autor und Illustrator hervor, er verkehrte mit seiner Frau Helene Weyr, geborene Merdinger, in Intellektuellenkreisen und näherte sich der politischen Linken an. Ab 1927 war Weyr für den sozialistischen Vorwärts-Verlag journalistisch tätig, zunächst für Das Kleine Blatt. Er konzipierte dann gemeinsam mit Julius Braunthal die Bildzeitung Der Kuckuck.
Nach dem Anschluss Österreichs emigrierte er 1938 mit Frau und dem Sohn Thomas und lebte bis 1947 in England und den Vereinigten Staaten. Nach seiner Rückkehr war er Redakteur der Zeitungen Kurier und Neues Österreich und wurde vor allem für seine stimmungsvollen und gut recherchierten lokalgeschichtlichen Feuilletons bekannt, die auch nach Weyrs Tod in verschiedenen Sammlungen immer wieder neu aufgelegt wurden. Er wurde am Döblinger Friedhof bestattet.

## Werke (Auswahl)
- Schattenbeschwörung. Geschichten des alten Österreich. Wien 1920.
- Fallada. Der Gott der blauen Pferde (mit 8 Holzschnitten des Autors). Wien 1925.
- Der keuschen Jungfrauen altes Recht. Wien 1951.
- Der zweite Augustus. Roman. Wien 1953.
- Wien Magie der Inneren Stadt. Wien 1968.
- Wien. Zauber der Vorstadt. Wien 1969.
- Die Schätze Wiens. Wien 1970.